# 네스호

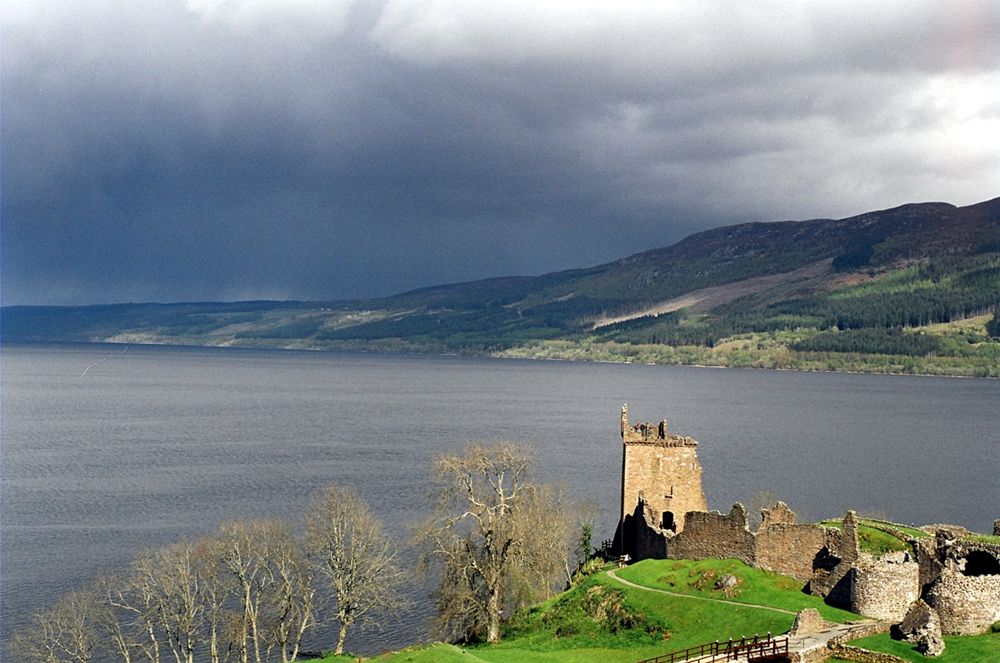
네스 호

네스 호(영어: Loch Ness, 스코틀랜드 게일어: Loch Nis)는 영국 스코틀랜드 하일랜드 지방(스코틀랜드 고지)의 호수이다. 네스호의 괴물로 유명하다. 면적은 56.4km2, 가장 깊은 곳은 230m이다. 스코틀랜드에서는 로몬드호에 이어 두 번째로 넓은 호수이나, 그 깊이로 인해 부피는 가장 크다.